# Tricolia tenuis
Tricolia tenuis:é uma espécie de molusco(animais invertebrados,terrestres ou marinhos de agua doçe ou salgada) pertencente à família Phasianellidae.(existem exatamentes 20 espécies dessa familia de moluscos)
A autoridade científica da espécie é Michaud, tendo sido descrita no ano de 1829.
Trata-se de uma espécie presente no território português, incluindo a zona económica exclusiva.